# Rudolf Böhm (senátor)
Rudolf Böhm, též Rezső Böhm (6. srpna 1884 Košice – 18. ledna 1933 Bratislava), byl československý politik maďarské národnosti a meziválečný senátor Národního shromáždění ČSR za maďarskou menšinovou Zemskou křesťansko-socialistickou stranu.

## Biografie
Absolvoval gymnázium, pak právnickou akademii v Košicích a Budapešti. Od mládí se angažoval v tehdejším Uhersku v křesťansko sociálním hnutí. Byl vedoucím košické delegace na prvním sjezdu křesťansko sociálních dělnických organizací v Budapešti. Od roku 1908 pracoval pro uherskou poštu. Po roce 1918 organizoval křesťansko socialistickou stranu na východním Slovensku, od roku 1920 jako její tajemník, později zástupce okresního předsedy v Košicích a od roku 1925 jako generální tajemník strany, od roku 1929 byl generálním ředitelem. Po nástupu do senátu stranické tajemnické funkce v roce 1930 opustil. Profesí byl ředitelem strany v Bratislavě.
V parlamentních volbách v roce 1929 získal senátorské křeslo v Národním shromáždění. V senátu setrval do své smrti roku 1933. Pak ho vystřídal Karl Kreibich.
Zemřel po dlouhé nemoci v lednu 1933 v Bratislavě.